# Vietnam ved OL
Vietnam deltog første gang i olympiske lege under Sommer-OL 1952 i Helsingfors. Efter Den første indokinesiske krig og delingen af Vietnam i 1955, blev de repræsenteret af Sydvietnam, som under OL benyttet navnet Vietnam med landskoden VIE. Vietnam blev genforenet i 1975 efter Vietnamkrigen, og har deltaget genforenet med samme landskode fra og med Sommer-OL 1980 i Moskva. Vietnam har aldrig deltaget i vinterlege. 

## Medaljeoversigt
| Vietnams medaljer under de olympiske sommerlege | Vietnams medaljer under de olympiske sommerlege | Vietnams medaljer under de olympiske sommerlege | Vietnams medaljer under de olympiske sommerlege | Vietnams medaljer under de olympiske sommerlege | Vietnams medaljer under de olympiske sommerlege |
| ----------------------------------------------- | ----------------------------------------------- | ----------------------------------------------- | ----------------------------------------------- | ----------------------------------------------- | ----------------------------------------------- |
| Lege                                            | Guld                                            | Sølv                                            | Bronze                                          | Totalt                                          | Rang                                            |
| 1952 Helsingfors                                | 0                                               | 0                                               | 0                                               | 0                                               | –                                               |
| 1956 Melbourne/Stockholm                        | 0                                               | 0                                               | 0                                               | 0                                               | –                                               |
| 1960 Roma                                       | 0                                               | 0                                               | 0                                               | 0                                               | –                                               |
| 1964 Tokyo                                      | 0                                               | 0                                               | 0                                               | 0                                               | –                                               |
| 1968 Mexico by                                  | 0                                               | 0                                               | 0                                               | 0                                               | –                                               |
| 1972 München                                    | 0                                               | 0                                               | 0                                               | 0                                               | –                                               |
| 1976 Montréal                                   | Deltog ikke                                     | Deltog ikke                                     | Deltog ikke                                     | Deltog ikke                                     | Deltog ikke                                     |
| 1980 Moskva                                     | 0                                               | 0                                               | 0                                               | 0                                               | –                                               |
| 1984 Los Angeles                                | Deltog ikke                                     | Deltog ikke                                     | Deltog ikke                                     | Deltog ikke                                     | Deltog ikke                                     |
| 1988 Seoul                                      | 0                                               | 0                                               | 0                                               | 0                                               | –                                               |
| 1992 Barcelona                                  | 0                                               | 0                                               | 0                                               | 0                                               | –                                               |
| 1996 Atlanta                                    | 0                                               | 0                                               | 0                                               | 0                                               | –                                               |
| 2000 Sydney                                     | 0                                               | 1                                               | 0                                               | 1                                               | 64                                              |
| 2004 Athen                                      | 0                                               | 0                                               | 0                                               | 0                                               | –                                               |
| 2008 Beijing                                    | 0                                               | 1                                               | 0                                               | 1                                               | 70                                              |
| 2012 London                                     | 0                                               | 0                                               | 0                                               | 0                                               | –                                               |
| 2016 Rio de Janeiro                             | 1                                               | 1                                               | 0                                               | 2                                               | 48                                              |
| 2020 Tokyo                                      |                                                 |                                                 |                                                 |                                                 |                                                 |
| Totalt                                          | 1                                               | 3                                               | 0                                               | 4                                               |                                                 |